# Andrej Razenkov
Andrej Razenkov (russisk: Андрей Эдуардович Разенков) (født 3. februar 1967 i Moskva i Sovjetunionen) er en russisk filminstruktør og manuskriptforfatter.

## Filmografi
- Testy dlja nastojasjjikh muzjtjin (Тесты для настоящих мужчин, 1998)[1][2]
- Severnoje sijanije (Северное сияние, 2001)
- Jantarnyje krylja (Янтарные крылья, 2003)